# Gewöhnlicher Gilbweiderich
Der Gewöhnliche Gilbweiderich (Lysimachia vulgaris), auch Rispen-Gilbweiderich und Gewöhnlicher Felberich genannt, ist eine Pflanzenart aus der Gattung Gilbweiderich (Lysimachia) in der Unterfamilie der Myrsinengewächse (Myrsinoideae) innerhalb der Familie Primelgewächse (Primulaceae). Sie ist in Eurasien verbreitet.

## Beschreibung

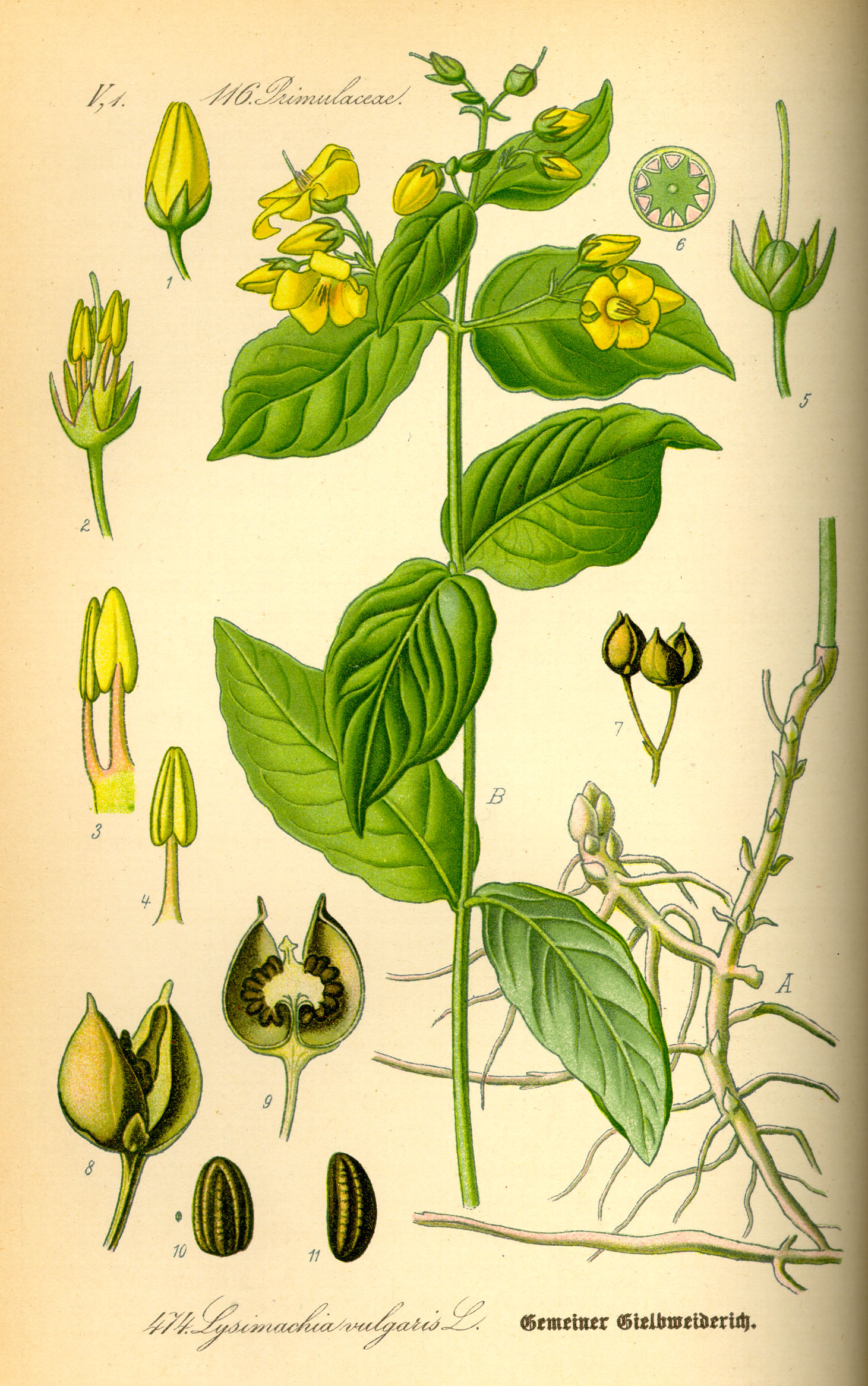
Illustration

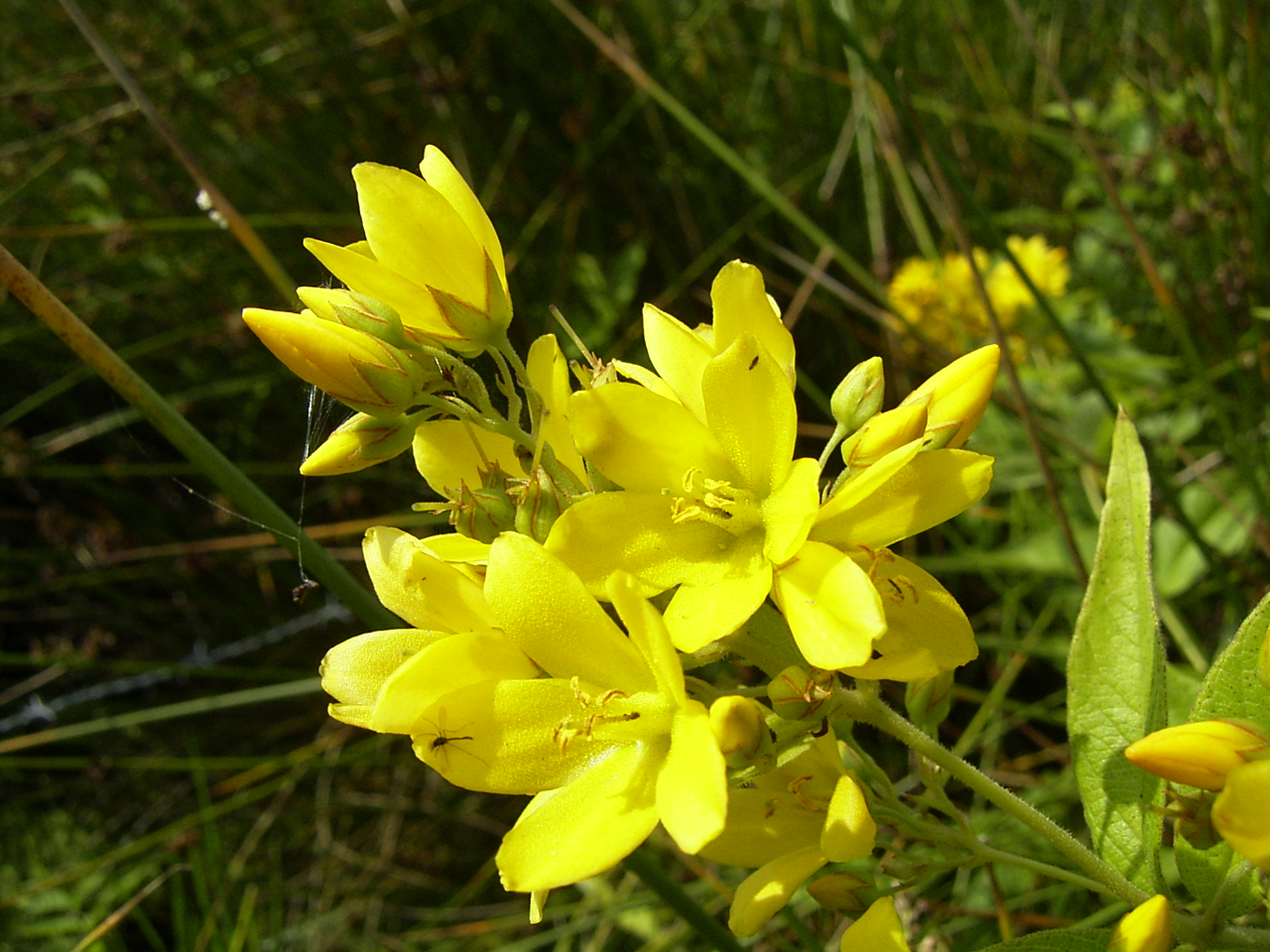
Blüten

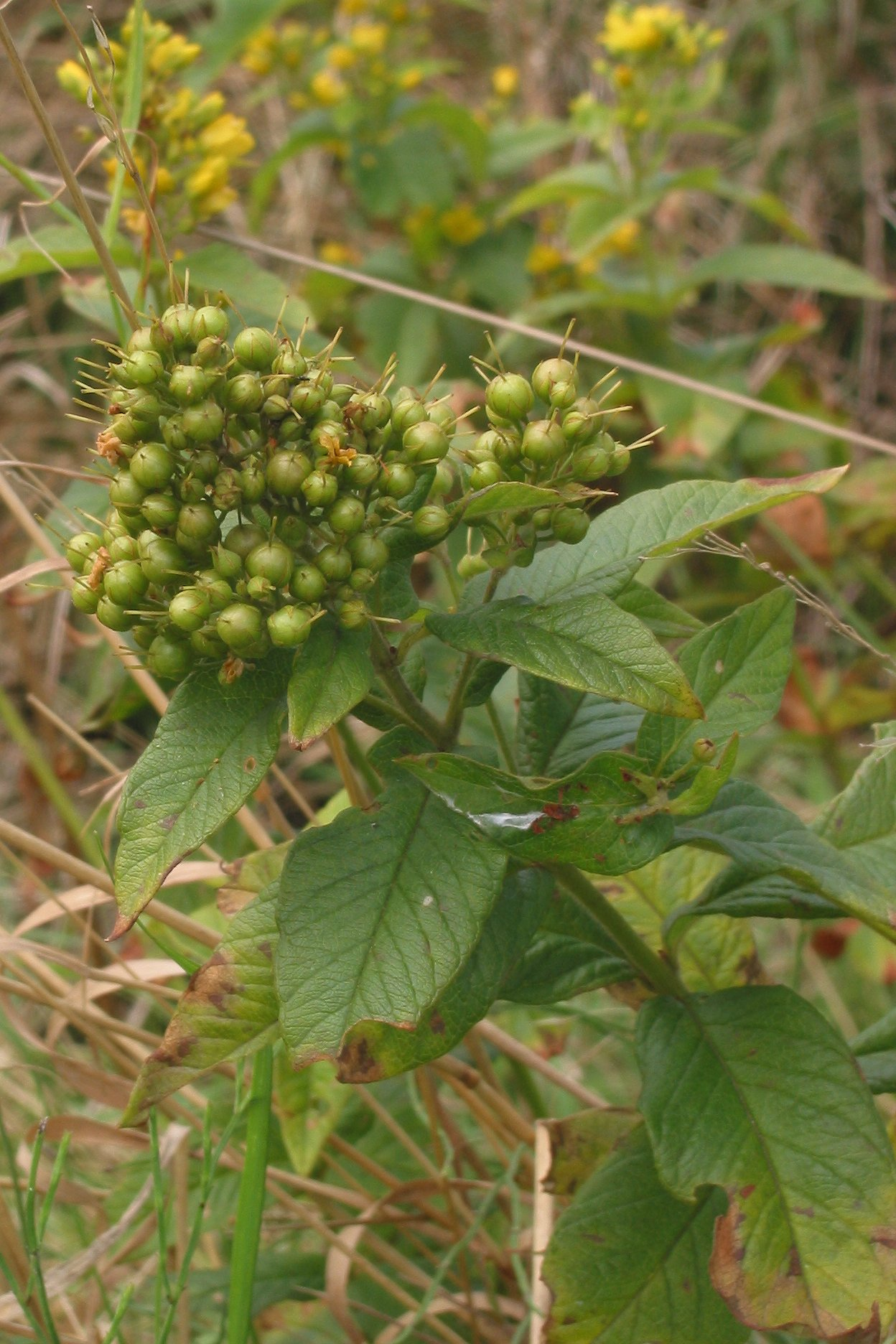
Mit jungen Früchten

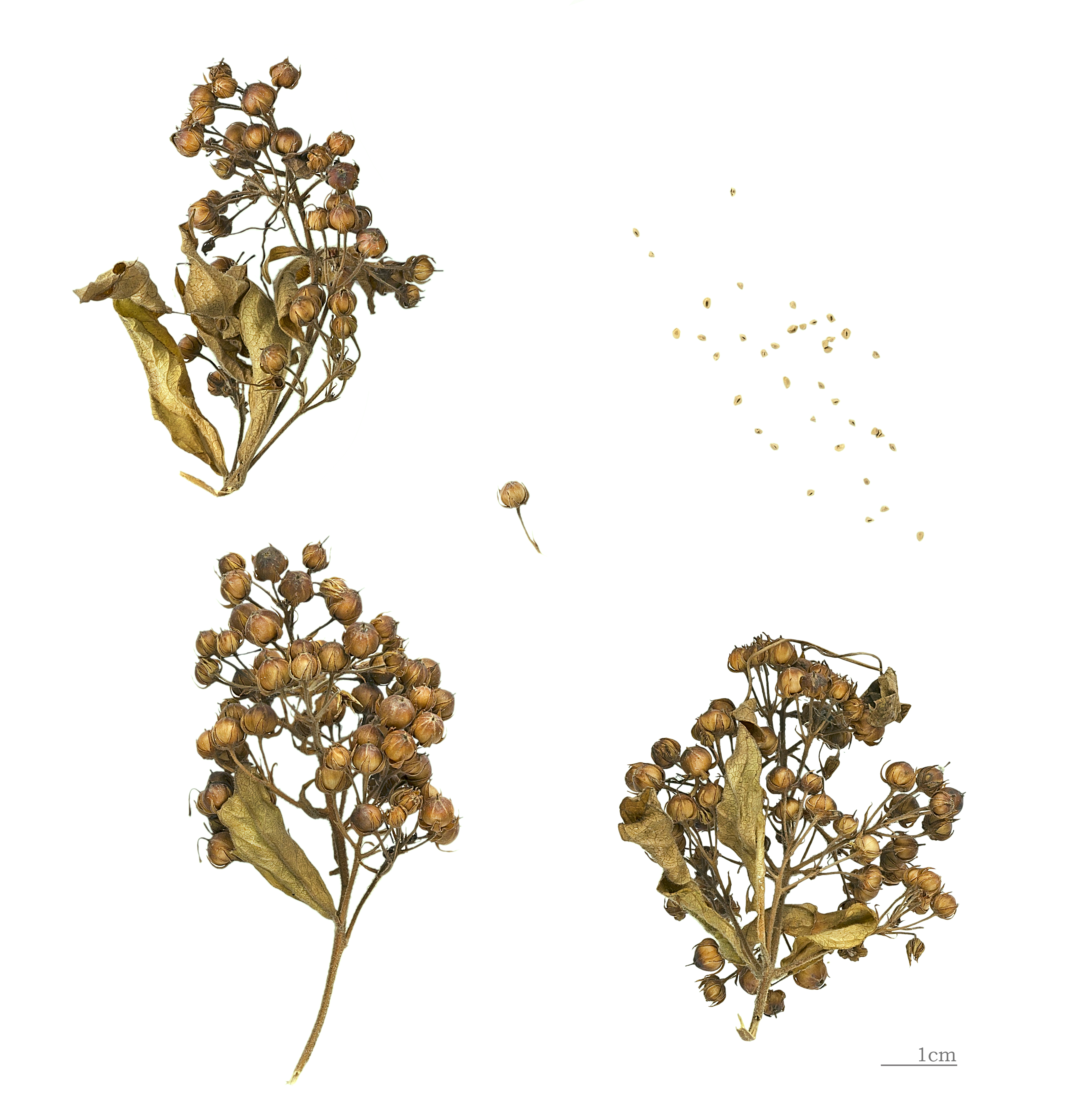
Kapselfrüchte und Samen

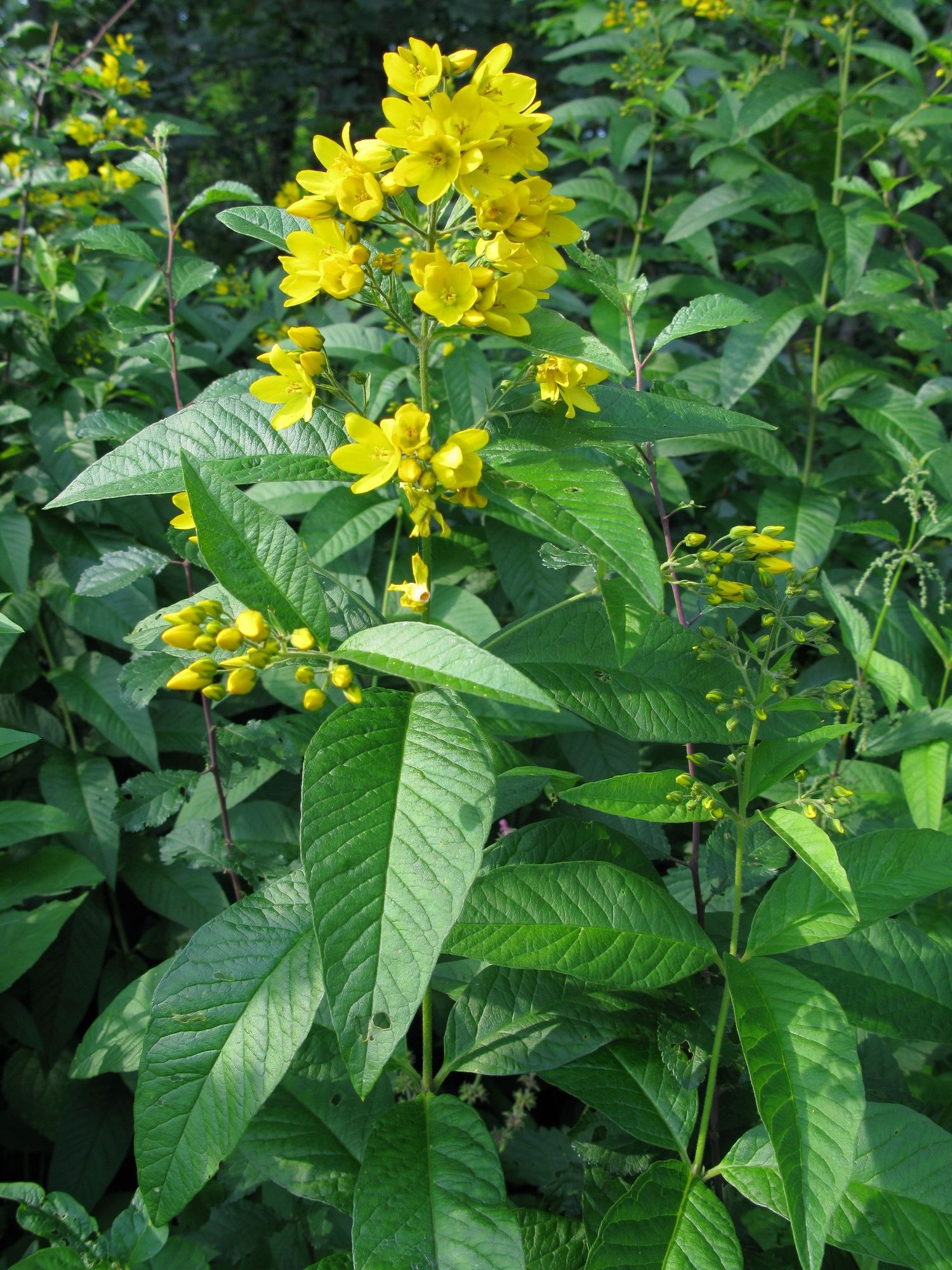
Habitus, Laubblätter und Blütenstand

### Vegetative Merkmale
Der Gewöhnliche Gilbweiderich ist eine sommergrüne, ausdauernde krautige Pflanze, die Wuchshöhen von 40 bis 150 Zentimetern erreicht. Der aufrechte Stängel ist stumpfkantig, behaart und im oberen Bereich oft verzweigt.
Die Laubblätter sind gegenständig oder zu dritt bis viert quirlig am Stängel angeordnet. Die Blätter sind kurz gestielt und ganzrandig. Die Blattspreite ist bei einer Länge von bis zu 12, selten bis zu 15 Zentimetern und einer Breite von 3,5 Zentimetern eiförmig-lanzettlich und nicht drüsig punktiert.

### Generative Merkmale
Der Gewöhnliche Gilbweiderich blüht von Juni bis August. Endständig und in den Achseln der oberen Blätter befinden sich rispige oder traubige Blütenstände. Die Blütenstiele sind etwa 1 Zentimeter lang und damit 1,5- bis 3-mal so lang als die linealen Hüllblätter. Die Blüte ist radiärsymmetrisch und fünfzählig mit doppelter Blütenhülle. Der Kelch ist 2 bis 4 Millimeter lang und bis fast zum Grund in breit-lanzettliche zugespitzte Zipfel geteilt. Die Kelchzipfel sind häufig rötlich überlaufen oder berandet. Die fünf gelb und häufig innerseits rötlich gefärbten Kronblätter sind nur an ihrer Basis verwachsen. Die 7 bis 12 Millimeter langen Kronblattzipfel sind am Rand kahl. Die Staubfäden der fünf Staubblätter sind zu einer Filamentröhre verwachsen, die den Fruchtknoten einschließt. Der Griffel ist fadenförmig, nach oben verbreitert und etwas länger als die Staubblätter. Die Blütenformel lautet: {\displaystyle \star K_{5}\;C_{(5)}\;A_{5}\;G_{\underline {1}}}.
Die aufrechte, einfächerige Kapselfrucht ist 4 bis 5 Millimeter lang und öffnet sich mit fünf Fruchtklappen. Die Samen sind 1 bis 1,8 Millimeter lang, dreikantig und dicht mit langen Warzen bedeckt.
Die Chromosomengrundzahl beträgt x =14; der Ploidiegrad ist unterschiedlich mit Chromosomenzahlen von 2n = 28 (diploid) oder 2n = 56 (hexaploid).

## Ökologie und Phänologie
Der Gewöhnliche Gilbweiderich ist ein helomorpher Hemikryptophyt, eine Schaftpflanze, eine Sumpfpflanze und ein Tiefwurzler. Vegetative Vermehrung erfolgt durch unterirdische Ausläufer.
Es handelt sich blütenbiologisch um eine sogenannte homogame Scheibenblume. Drüsenhaare oder Safthaare befinden sich an der Außenseite dieser Filamentröhre. Über sie scheidet die Pflanze Lipide aus, mit denen bestäubende Insekten herangelockt werden. Der Gewöhnliche Gilbweiderich gehört zu den wenigen Arten in der mitteleuropäischen Flora, die ihre Bestäuber statt mit Nektar mit Öl lockt. Zu den häufigsten Blütenbesuchern zählt die Schenkelbiene (Macropis europaea), die in ihrem Vorkommen offensichtlich an die Verbreitung des Gewöhnlichen Gilbweiderichs gebunden ist. Die Weibchen sammeln das Öl mit Hilfe von Saugpolstern an ihren Mittelbeinen und streichen es in ihre Hinterschenkelbürsten, wo es sich mit dem gesammelten Pollen zu einem dicken Klumpen vermischt. Dieser dient als Nährpaste für die Larven. Neben dieser Bienenart sind außerdem immer wieder pollenfressende Schwebfliegen an der Blüte zu beobachten. Der Gewöhnliche Gilbweiderich ist allerdings auch zur Selbstbestäubung in der Lage.
Die Blüten sind je nach Belichtung verschieden; man spricht hier von Photodimorphismus. Bei den Lichtblüten sind die Kronblätter dunkelgelb, an der Basis rot und der Griffel ist deutlich länger als die Staubblätter und bei ihnen erfolgt Fremdbestäubung. Die Schattenblüten sind heller und kleiner, ihr Griffel ist so lang wie die Staubblätter, was nur spontane Selbstbestäubung begünstigt. Außerdem gibt es Übergänge zwischen beiden Blütentypen.
Die Diasporen werden durch den Wind und vorbeistreifende Tiere ausgestreut. Botaniker bezeichnen diese Ausbreitungsstrategie als Semachorie. Die Samen sind aufgrund einer luftgefüllten Schicht unter der Epidermis sehr leicht und können vom Wind als Körnchenflieger verbreitet werden (sogenannte Anemochorie). Fallen die Samen ins Wasser, sind sie wegen dieser Luftschicht bis zu einer Woche schwimmfähig und werden über die Wasserströmung weiter getragen (sogenannte Nautochorie). Gefressen werden die Samen im Herbst unter anderem von der Zippammer, die die Samen aus der Kapselfrucht frisst; auch dabei werden Samen verstreut. Es handelt sich dabei um eine sogenannte Bearbeitungsausbreitung oder Dysochorie. Der Gewöhnliche Gilbweiderich ist ein Wintersteher und hat seine Fruchtreife im Oktober.

## Vorkommen
Der Gewöhnliche Gilbweiderich ist ein boreales und mediterranes Florenelement. Er ist ursprünglich in Europa verbreitet und kommt außerdem in Algerien, in der Türkei, im Kaukasusraum, in Zentralasien, in Sibirien und im westlichen Xinjiang vor. Er steigt in den Bayerischen Alpen bis 1840 Meter Meereshöhe auf.
In Mitteleuropa kommt er besonders in Gesellschaften des Verbandes Magnocaricion, Filipendulion oder Molinion vor. Den Gewöhnlichen Gilbweiderich findet man häufig an lichten Waldstellen, in Sumpfgebüschen, Röhrichten, Bachsäumen und auf feuchten Wiesen in ganz Deutschland. Zerstreut kommt er zudem in Kalk- und Trockengebieten vor. In Österreich tritt der Gewöhnliche Gilbweiderich in feuchten Gebüschen, Niedermooren, Sumpfwiesen und Erlenbruchwäldern auf der collinen bis montanen Höhenstufe in allen Bundesländern häufig auf.
Die ökologischen Zeigerwerte nach Landolt et al. 2010 sind in der Schweiz: Feuchtezahl F = 4w+ (nass aber stark wechselnd), Lichtzahl L = 3 (halbschattig), Reaktionszahl R = 2 (sauer), Temperaturzahl T = 3+ (unter-montan und ober-kollin), Nährstoffzahl N = 3 (mäßig nährstoffarm bis mäßig nährstoffreich), Kontinentalitätszahl K = 3 (subozeanisch bis subkontinental).

## Systematik
Die Erstveröffentlichung von Lysimachia vulgaris erfolgte 1753 durch Carl von Linné. Ein Synonym für Lysimachia vulgaris L. ist Lysimachia westphalica Weihe.
Es gibt von Lysimachia vulgaris zwei Unterarten:
- Lysimachia vulgaris L. subsp. vulgaris
- Lysimachia vulgaris subsp. glandulosovillosa (Beck) Peev: Sie kommt im früheren Jugoslawien und in Bulgarien vor.[8]

## Verwendung in der Pflanzenheilkunde
In der Volksheilkunde wurde der Gewöhnliche Gilbweiderich früher bei Skorbut, Diarrhoe, Fieber und Geschwüren verabreicht und wegen seiner adstringierenden und schleimlösenden Eigenschaften zur Wundbehandlung und bei Atemwegsbeschwerden verwendet. Der Gewöhnliche Gilbweiderich befindet sich daher häufig in der Nähe früherer mittelalterlicher Bauerngärten, von denen aus er verwilderte (sogenannte Ethelochorie). Rezent ist der Gewöhnliche Gilbweiderich weitgehend als Heilpflanze ungebräuchlich.